# Montgomery (Alabama)
Montgomery ist die Hauptstadt des US-Bundesstaates Alabama und mit 200.603 Einwohnern (Stand: Volkszählung April 2020) nach Huntsville und Birmingham die drittgrößte Stadt Alabamas. Sie liegt im Montgomery County.
Die Stadt liegt im sogenannten Black Belt und war in den 1950er Jahren ein Zentrum der schwarzen Bürgerrechtsbewegung in den Vereinigten Staaten.

## Geschichte

### Stadtgründung und Antebellum
Vor der europäischen Kolonisierung war das Gebiet westlich des Alabama River vom Volk der Alabama besiedelt. Östlich des Flusses siedelten die gleichfalls zu den Creek zählenden Coushatta. Bereits zu dieser Zeit hatte der Ort wegen seiner Lage an der Kreuzung mehrerer Handelswege der Indianer Nordamerikas eine große Bedeutung. Nach der Niederlage im Creek-Krieg von 1813/1814 traten die Indianer die heutige Stadtregion im Vertrag von Fort Jackson an die Vereinigten Staaten ab, womit die Bahn für die Kolonisierung durch Weiße frei wurde. In der Gegend entstanden viele, auf Sklaverei beruhende Baumwollplantagen. Von 1817 bis 1818 bildeten sich am Alabama River drei kleinere Siedlungen, von denen zwei im Jahr 1819 zur Ortschaft Montgomery verschmolzen, die nach dem General Richard Montgomery benannt wurde. Dieser hatte im Unabhängigkeitskrieg in der Kontinentalarmee gedient und war 1775 in der Schlacht von Québec gefallen. Im Jahr 1822 wurde Montgomery zum Verwaltungssitz (County Seat) des gleichnamigen Countys benannt. Dieses war jedoch nicht nach General Montgomery benannt, sondern nach Major Lemuel P. Montgomery, der 1814 in der Schlacht am Horseshoe Bend gefallen war.

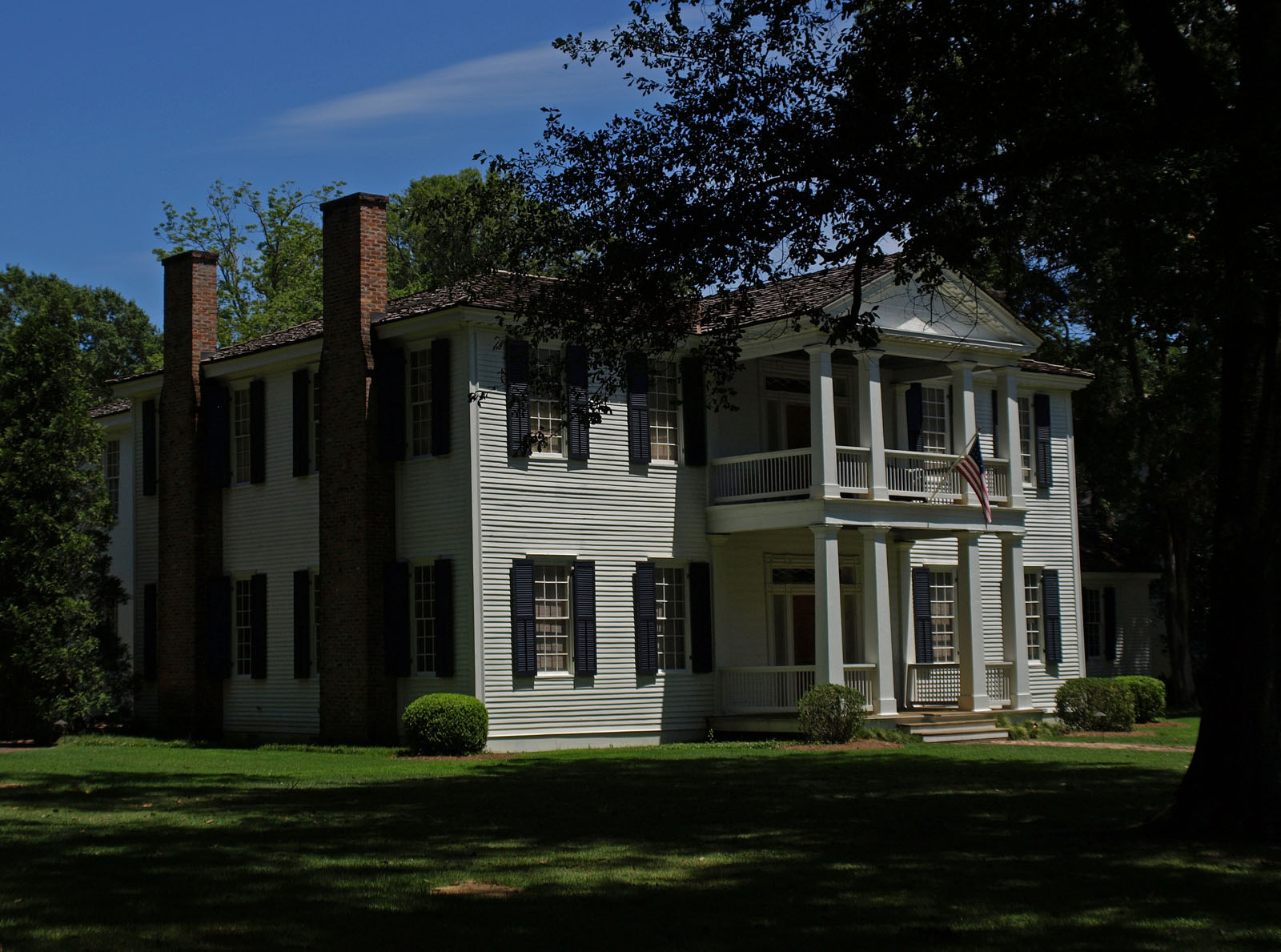
Das Anwesen Edgewood ist das älteste erhaltene in Montgomery. Es wurde 1821 im Federal Style errichtet und steht seit April 1973 im NRHP.

Mit dem Wachstum Alabamas, das seit Dezember 1819 als Bundesstaat den Vereinigten Staaten angehörte, wurde in der State Legislature die Forderung laut, die Hauptstadt von Tuscaloosa an einen anderen Ort zu verlegen. Der Unternehmer Andrew Dexter setzte sich in dieser Sache an vorderster Stelle für Montgomery ein. Dazu ließ er sogar einen Teil seines Grundbesitzes in der Stadt unbebaut, damit dort das State Capitol errichtet werden konnte. Im Jahr 1846 bestimmte der Kongress von Alabama Montgomery schließlich zur neuen Hauptstadt. Ein entscheidender Faktor für dieses Votum war die Nähe von Montgomery zum geographischen Mittelpunkt des Bundesstaates gewesen. Außerdem stand eine Anbindung von Montgomery an das Eisenbahnnetz bevor und es stand mit der Parzelle von Dexter städtisches Bauland für Kongressgebäude zur Verfügung. Dort wurde 1847 das State Capitol fertiggestellt, das jedoch nur zwei Jahre später einem Brand zum Opfer fiel. Ein Nachfolgebau wurde 1851 abgeschlossen, das bis heute stehende Alabama State Capitol. Im selben Jahr wurde die Stadt an das Streckennetz der Montgomery & West Point Railroad angeschlossen, die die Stadt mit Georgia verband.

### Sezession und Amerikanischer Bürgerkrieg

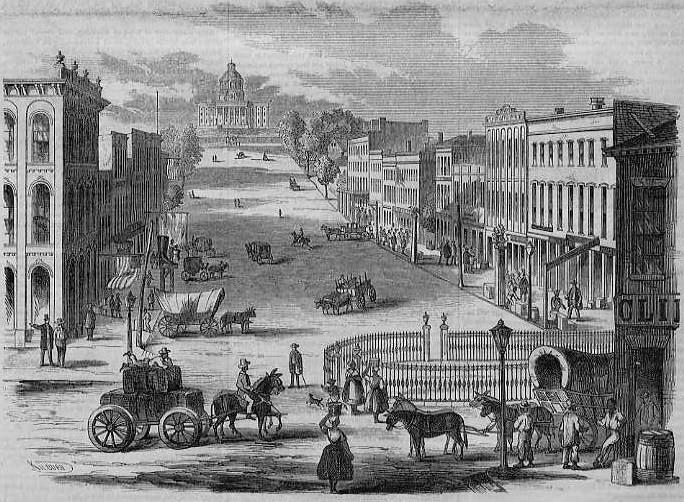
Blick auf das Kapitol (1857)

Bis 1850 war die Einwohnerzahl von Montgomery rasant auf über 12.000 gewachsen. Neben mehreren Hotels und Tavernen standen in der Stadt vor allem Lagerhäuser für den Baumwollhandel entlang des Alabama Rivers. In diesem Zusammenhang entstanden Maklerfirmen, darunter im Jahr 1850 Lehman Brothers. In den 1850er Jahren zeichnete sich Montgomery durch vermehrten Wohlstand und ein aufstrebendes Kulturleben aus. Im Hintergrund schaukelte sich der Konflikt zwischen Befürwortern der Sezession wie dem in Montgomery lebenden Politiker William Lowndes Yancey, Anhängern eines Verbleibs in der amerikanischen Union und moderaten Kräften immer weiter auf. Auf der Democratic National Convention von 1860, die den Kandidaten für die Präsidentschaftswahl nominieren sollte, führte Yancey die Delegierten aus den Südstaaten aus dem Saal, als der Parteitag nicht ihren antiabolitionistischen Vorschlägen folgte. Dies führte zur Spaltung der Demokraten bei den folgenden Wahlen, wovon der Republikaner Abraham Lincoln profitierte.
Nach der Wahl Lincolns kam es zur Sezession der Südstaaten und Gründung der Konföderierten Staaten von Amerika. In Montgomery tagte die verfassunggebende Versammlung und danach diente die Stadt bis zum 29. Mai 1861 als provisorische Hauptstadt der Konföderation. Auf den Stufen des Alabama State Capitol legte Jefferson Davis seinen Amtseid als Präsident der Konföderierten Staaten ab. Während des folgenden Sezessionskriegs blieb Montgomery für lange Zeit von Gefechtshandlungen verschont und diente als Nachschub- und Rekrutierungsbasis. Sechs Lazarette im Ort stellten die Versorgung der Verwundeten sicher. Nach der Schlacht um Selma eroberten Unionstruppen unter Führung von Generalmajor James H. Wilson am 12. April 1865 die Stadt. Vor dem Abzug der wenigen Streitkräfte der Confederate States Army beschlossen die militärische Führung sowie die Stadtoberen die Baumwolle aus den gut gefüllten Lagerhäuser abzubrennen. Während der zweitägigen Besatzung zerstörte das Unionsheer die feindlichen Waffendepots, den Bahnhof, Gießereien, Produktionsstätten für Sprengstoff und andere Industrieanlagen und Infrastruktur, die es für kriegswichtig erachtete. Insgesamt hielten sich die Zerstörungen aber in Grenzen. Die Flagge der Stadt erinnert bis heute an die Zeit als Mitglied der Konföderation, sie enthält die Farbe grau (für die Uniformen der Südstaaten-Armee) und einen Streifen, der an die Flagge der Konföderierten Staaten von Amerika erinnert.

### Reconstruction und Restauration der White Supremacy
Nach dem Ende des Bürgerkriegs vollzog sich in Montgomery während der Reconstruction ein rapider sozialer, kultureller und politischer Wandel. Befreite Sklaven zogen in den Stadtrat ein, errichteten eigene Kirchen und Bildungs- und Sozialeinrichtungen, während republikanische Bürgermeister die Geschicke der Stadt lenkten. Mit Abschluss der Reconstruction in Alabama wendete sich ab 1874 das Blatt. Die Demokraten hatten nun wieder die politische Kontrolle über Bundesstaat sowie Stadt und machten ganz im Sinne der rassistischen White Supremacy viele der Fortschritte im Bereich der Bürgerrechte für Afroamerikaner rückgängig. Dennoch behielten die Schwarzen anfangs dieser Restaurations-Phase einen gewissen politischen Einfluss.
In den 1880er Jahren durchlief Montgomery eine Modernisierung und eignete sich die neuesten Technologien an. Im Jahr 1886 wurde die Stadt weltweit bekannt, als sie das erste Straßenbahnsystem der westlichen Hemisphäre einführte. Außerdem stellte Montgomery wegen der hier verlaufenden Eisenbahnstrecken und Flüsse den wichtigsten Verkehrsknotenpunkt im zentralen Alabama dar, in dem der Großhandel im Wesentlichen abgewickelt wurde. Im Ort fanden sich große Handelsbanken, industrielle Metall- und Textilverarbeitung,  Holzwirtschaft und Brauereien. In den 1880er Jahren überschritt die Einwohnerzahl 17.000.
Durch den Entscheid im Fall Plessy v. Ferguson bestätigte der Oberste Gerichtshof der Vereinigten Staaten im Jahr 1896 den Grundsatz Separate but equal („getrennt aber gleich“) und somit die Rassentrennung im Personenbahnverkehr. Die hellhäutigen Führungseliten in Alabama und den Südstaaten insgesamt nutzten dieses Urteil, um die politische Teilhabe der Afroamerikaner aber auch von verarmten Weißen (White Trash) einzuschränken und die schon bestehenden Jim-Crow-Gesetze auszuweiten. Im Jahr 1901 beschloss der Kongress von Alabama eine Verfassungsänderung, der Schwarzen und vielen Weißen der unteren Einkommensschichten das Wahlrecht entzog. In Montgomery führte die Stadtverwaltung zu dieser Zeit die Rassentrennung in der Straßenbahn ein, was 1901 einen Boykott durch afroamerikanische Kunden und 1906 einen Streik der schwarzen Mitarbeiter auslöste. Als Kompromiss führte die Stadt nach Hautfarben getrennte Sitzbereiche in Straßenbahnwagen und später in Bussen ein.

### Erster und Zweiter Weltkrieg

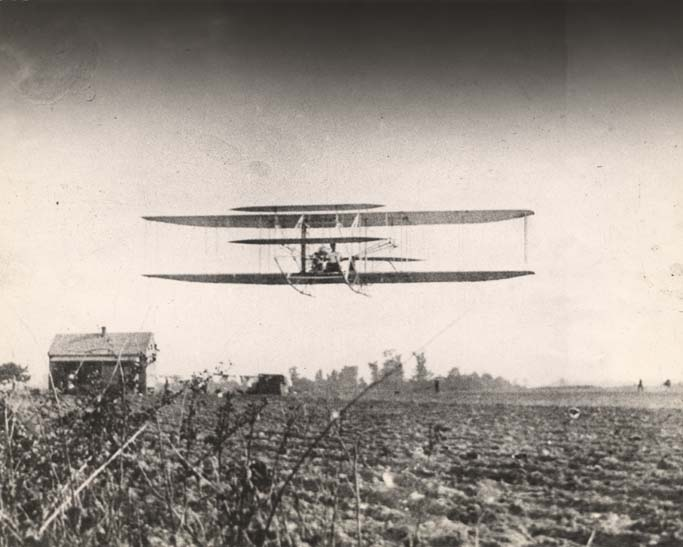
Flug der Brüder Wright über die Kohn-Plantage (1910)

Im Jahr 1910 besuchten die Brüder Wright auf Einladung eines örtlichen Unternehmerverbandes eine kurz zuvor gegründete Flugschule auf der Kohn-Plantage nahe Montgomery. Nach dem Eintritt der Vereinigten Staaten in den Ersten Weltkrieg diente das Flugfeld gemeinsam mit einem anderen östlich von Montgomery als Instandsetzungsbasis für militärisches Fluggerät. Es wurde als Maxwell Field (heute: Maxwell-Gunter Air Force Base) auch nach dem Krieg weiter von der United States Army genutzt. Im Zweiten Weltkrieg wurden hier mehrere hundert Kampfpiloten ausgebildet. Im Jahr 1946 begann in diesem Stützpunkt die Air University ihren Lehrbetrieb. Ein weiterer militärischer Standort im Ersten Weltkrieg war Camp Sheridan, wo Infanterieeinheiten der U.S. Army ausgebildet wurden. Während er hier im Sommer 1918 diente, lernte F. Scott Fitzgerald seine spätere Frau Zelda Fitzgerald kennen.
Der afroamerikanische Maler Bill Traylor, ein ehemaliger Sklave und Arbeiter in einer Schuhfabrik, fand auf den Straßen von Montgomery seine Motive, wo er seine Bilder wahrscheinlich ab 1939 verkaufte. Dort wurde er 1941 von einem Mitglied der Künstlergemeinde New South School and Gallery entdeckt. In den 1940er Jahren stieg die Einwohnerzahl von 78.000 auf 106.000 erheblich an.

### Bürgerrechtsbewegung

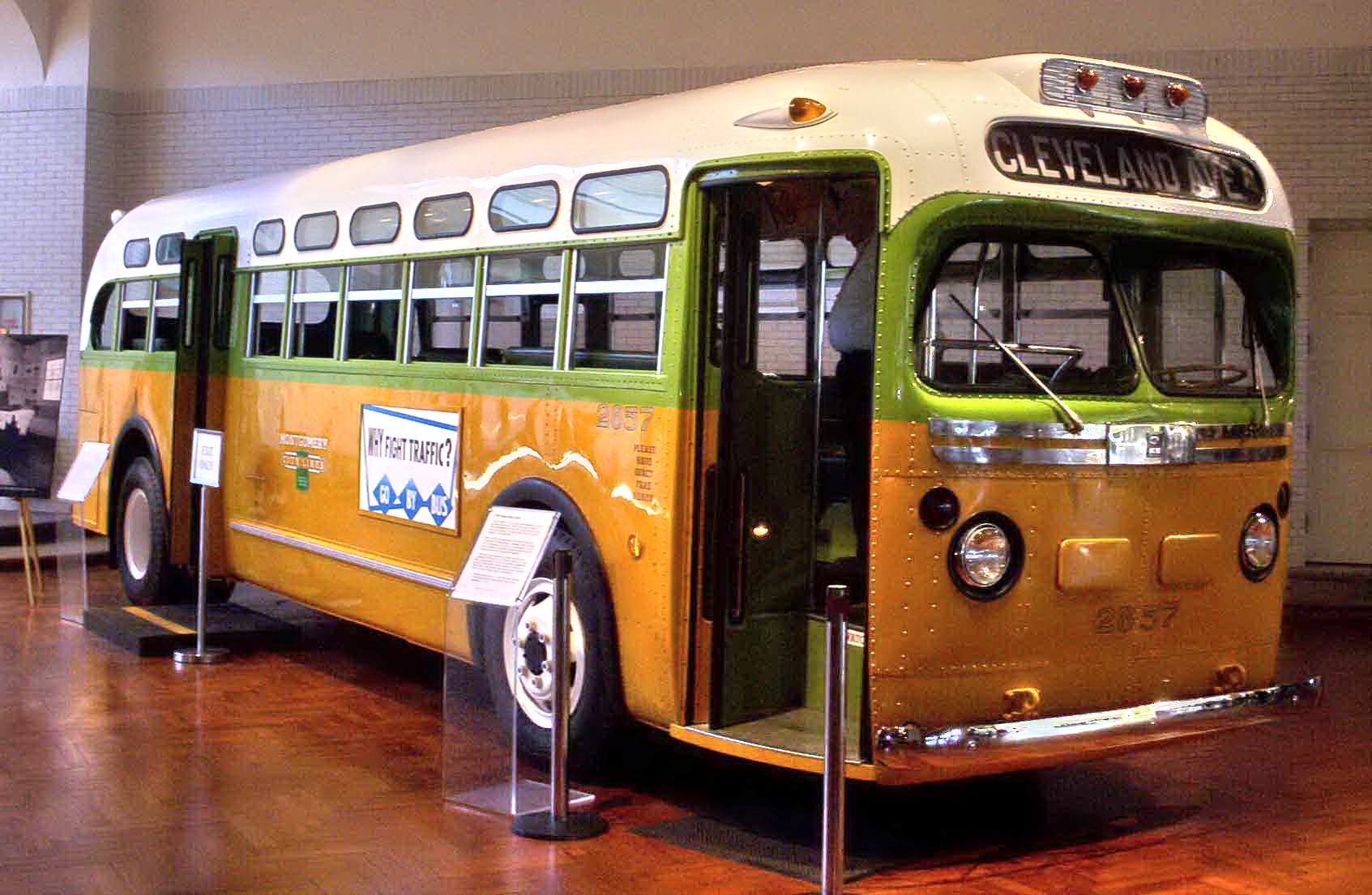
Der Bus, in dem Rosa Parks 1955 festgenommen wurde, im Henry Ford Museum in Detroit (2005)

Viele afroamerikanische Veteranen des Zweiten Weltkriegs fanden sich bei ihrer Rückkehr nach Alabama wieder in ihren Freiheitsrechten durch die Rassentrennung und Jim-Crow-Gesetze beschränkt. Öffentliche Plätze und Einrichtungen unterlagen weiterhin der Segregation und im Bus mussten sie mit den hinteren Plätzen Vorlieb nehmen. Erste Vorstöße, dieses System gerechter zu gestalten scheiterten. Mit ihrer Weigerung, für einen weißen Mann ihren Sitzplatz im Bus zu räumen, löste Rosa Parks, die aktives Mitglied in der Ortsgruppe der National Association for the Advancement of Colored People („Nationale Organisation für die Förderung farbiger Menschen“; NAACP) war, im Dezember 1955 eine Ereigniskette aus, die zur Desegregation hinführten und Martin Luther King zur Führungsfigur der afroamerikanischen Bürgerrechtsbewegung machten. Erste Folge ihrer Aktion war der einjährige Busboykott von Montgomery, an dem sich bald King, Ralph Abernathy und Edgar Nixon beteiligten und Demonstrationen organisierten. Im Frühjahr 1965 bildete das State Capitol den Zielort der Selma-nach-Montgomery-Märsche. Hier hielt King eine seiner bekanntesten Ansprachen vor 25.000 Demonstranten. Der im gleichen Jahr verabschiedete Voting Rights Act („Wahlrechtsgesetz“) garantierte endlich den Afroamerikanern ihr Wahlrecht und sorgte für einen gesellschaftlichen Wandel in Montgomery und den gesamten Südstaaten.

## Bevölkerungsstatistik
Nach der Volkszählung von 2000 lebten in Montgomery 201.568 Menschen in 78.384 Haushalten und 51.106 Familien. Die Bevölkerungsdichte lag bei 500,9 Personen/km². Auf die Fläche der Stadt verteilt befanden sich 86.787 Wohneinheiten, das entspricht einer mittleren Dichte von 215,7/km². Die Bevölkerung bestand aus 49,63 % Afroamerikanern, 47,67 % Weißen, 1,23 % Iberoamerikaner, 1,06 % Asiaten, 0,25 % Menschen indianischer Abstammung und 0,98 % mit zwei oder mehr Ethnizitäten.
In 32,1 % der 78.384 Haushalte lebten Kinder unter 18 Jahren, 42,4 % waren verheiratete Paare, die zusammen leben, 19,1 % Frauen ohne Ehemann, und 34,8 % lebten nicht in Familien. 30,1 % aller Haushalte wurden von Einzelpersonen und 9,4 % von Einzelpersonen über 65 bewohnt. Die durchschnittliche Haushaltsgröße betrug 2,44, die durchschnittliche Familiengröße 3,06 Personen.
25,5 % der Einwohner Montgomerys waren unter 18 Jahren alt, 12,1 % zwischen 18 und 24, 29,8 % zwischen 25 und 44, 20,3 % zwischen 45 und 64 und 11,8 % 65 und älter. Das Durchschnittsalter lag bei 33 Jahren. Auf 1000 Frauen kamen 884 Männer.
Das mittlere Einkommen eines Haushalts in der Stadt lag bei 35.627 US-Dollar, das mittlere Einkommen einer Familie bei 44.297 $. Männliche Bewohner Montgomerys verdienten durchschnittlich 31.877 $, weibliche 25.014 $. Das Pro-Kopf-Einkommen der Stadt betrug 19.385 $. 17,7 % der Bevölkerung und 13,9 % der Familien lebten unterhalb der Armutsgrenze. Insgesamt lebten 25,7 % der Personen unter 18 Jahren und 13,4 % der Personen ab 65 unter der Armutsgrenze.

## Kultur und Sehenswürdigkeiten
In Montgomery befinden sich das Jasmine Hill Gardens and Outdoor Museum, ein 80.930 m2 großer botanischer Garten und Museum
- Alabama Shakespeare Festival
- Montgomery Zoo

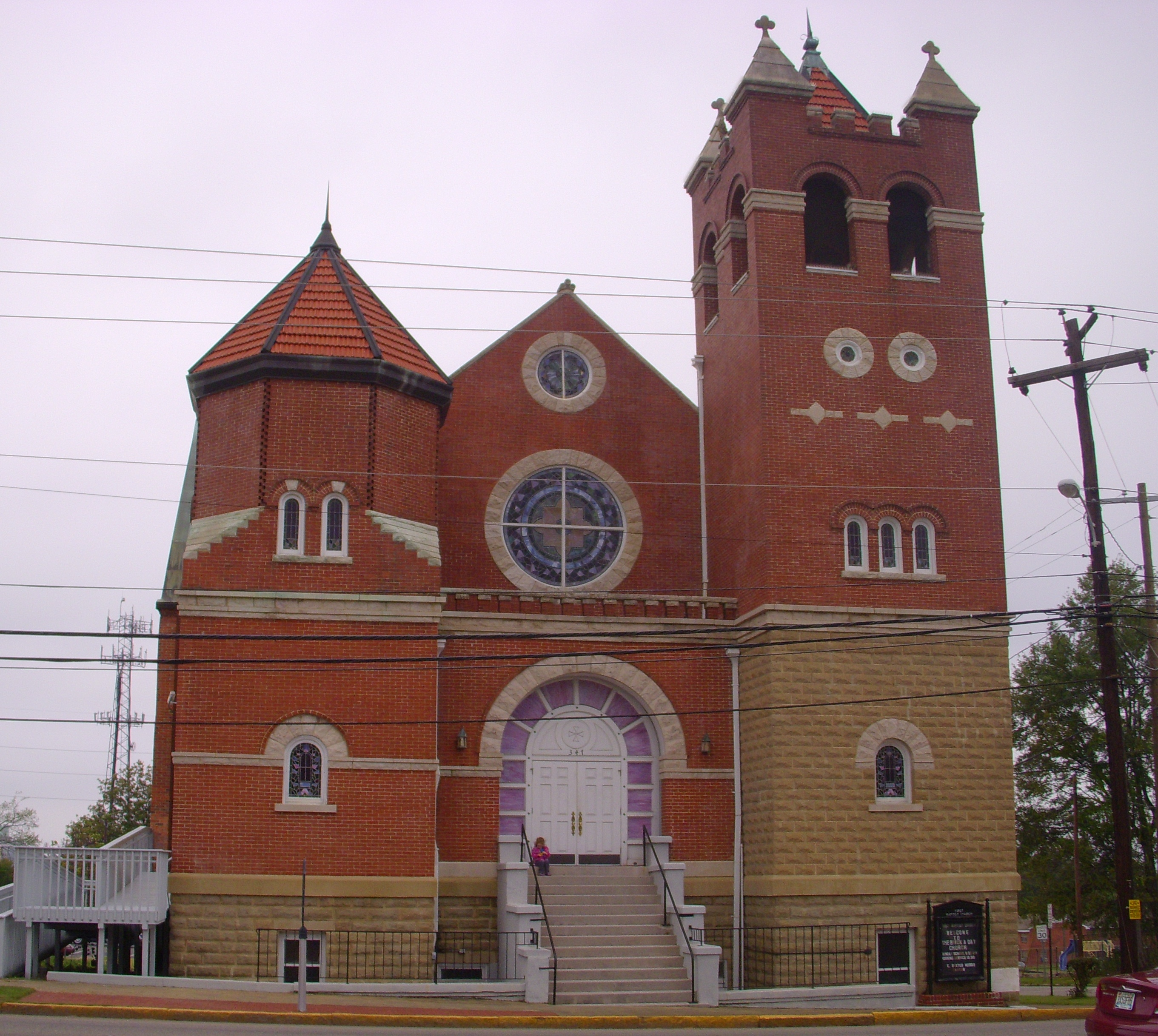
Die First Baptist Church wurde unter der Leitung von Ralph Abernathy während der 1950er Jahre ein Zentrum der afroamerikanischen Bürgerrechtsbewegung

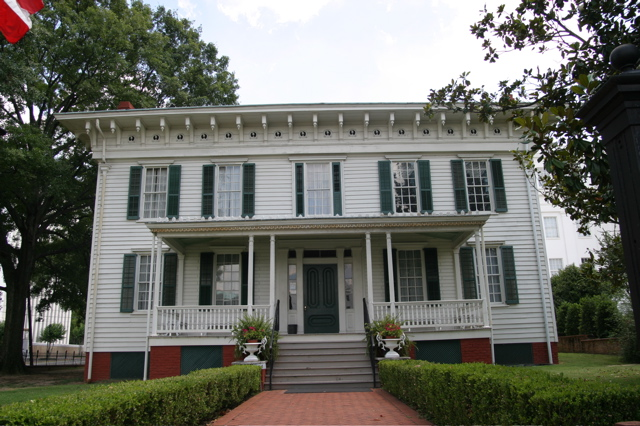
Das erste Weiße Haus der Konföderation wurde zwischen 1832 und 1835 von einem Vorfahren Zelda Fitzgeralds im Italianate-Stil errichtet. Während des Sezessionskriegs diente es für kurze Zeit als erster Amtssitz von Jefferson Davis, bis die Hauptstadt der Konföderierter Staaten von Amerika nach Richmond verlegt wurde. Das Gebäude ist seit Juni 1974 im NRHP eingetragen.

- Das erste Weiße Haus der Konföderation
- Dexter Avenue Baptist Church (Kirche, in der Martin Luther King, Jr. ab 1954 Pastor war.)
- Flea Market Montgomery
- First Baptist Church, bedeutendes Zentrum der Bürgerrechtsbewegung wie der schwarzen Emanzipation
- The National Memorial for Peace and Justice

Ebenfalls in Montgomery ansässig ist die Alabama Historical Commission, eine Kommission zur historischen Denkmalpflege.
Vier Bauwerke in Montgomery haben den Status eines National Historic Landmarks (Nationales historisches Wahrzeichen), das Alabama State Capitol, das Frank M. Johnson Jr. Federal Building and U.S. Courthouse, die Union Station und die Dexter Avenue Baptist Church. 63 Bauwerke und Stätten der Stadt sind im National Register of Historic Places („Nationales Register historischer Orte“; NRHP) eingetragen (Stand 17. Juni 2021).

## Wirtschaft
Die Metropolregion von Montgomery erbrachte 2016 eine Wirtschaftsleistung von 15,3 Milliarden US-Dollar.

## Verkehr
Der Montgomery Regional Airport liegt 7 km südwestlich der Stadt.

## Bildung
Zu den zahlreichen Hochschulen gehören:
- Alabama State University (Corral Times)
- Faulkner University
- Huntingdon College
- Auburn University Montgomery

## Medien
Die bedeutendste Zeitung der Stadt ist der unter anderem Namen erstmals 1829 erschienene Montgomery Advertiser. Er gehört zur Gannett Corporation. das ebenfalls traditionsreiche, 1899 gegründete Alabama Journal als Abendblatt, ging 1993 im Advertiser auf.
In Montgomery senden sieben lokale Fernsehstationen, die meist Affiliate eines nationalen Netzwerkes sind: WNCF 32 (ABC), WSFA 12 (NBC), WCOV 20 (Fox), WBMM 22 (CW), WAIQ 26 (PBS), WMCF-TV 45 (TBN), WFRZ-LD 33 (Religiöse Inhalte und Bildung). Hinzu kommen eine Reihe von Stationen, die aus Selma und anderen Städten senden, aber in Montgomery empfangen werden.
Die Montgomery Area wird von den acht AM-Stationen (Mittelwelle): WMSP, WMGY, WZKD, WTBF, WGMP, WAPZ, WLWI, und WXVI; und ganzen 19 UKW-Stationen versorgt: WJSP, WAPR, WELL, WLBF, WTSU, WVAS, WLWI, WXFX, WQKS, WWMG, WVRV, WJWZ, WBAM, WALX, WHHY, WMXS, WHLW, WZHT und WMRK. WVAS (90.7 FM) mit einem Jazz-Programm ist die Station der Alabama State University und die einzige Public-Radio Station in Montgomery.
Die NOAA Weather Radio Station KIH55 (162.400 MHz) sendet Wetter und Unwetterinformationen für Montgomery und Umgebung.

## Städtepartnerschaften
- Pietrasanta (Italien)

## Söhne und Töchter der Stadt
- Donzaleigh Abernathy (* 1957), Schauspielerin, Regisseurin und Schriftstellerin
- Alonzo Babers (* 1961), Leichtathlet und Olympiasieger
- Caroline Bond Day (1889–1948), Anthropologin und Schriftstellerin
- Karon O. Bowdre (* 1955), Juristin
- Perry Bradford (1893–1970), Pianist, Sänger und Bandleader sowie Aufnahmeleiter von Okeh Records
- Brett Butler (* 1958), Stand-up-Komikerin und Schauspielerin
- Nat King Cole (1919–1965), Sänger, Pianist und Jazz-Musiker
- John Collins (1913–2001), Jazzgitarrist des Swing und Bebop
- Artur Davis (* 1967), Mitglied des US-Repräsentantenhauses
- William W. Dick (1910–1996), Generalleutnant der United States Army
- Chris Dickerson (1939–2021), Bodybuilder
- Edward R. Ellis (* um 1949), Generalmajor der United States Air Force
- Barbara G. Fast (* 1953), Major General der US Army
- Zelda Fitzgerald (1900–1948), Autorin und Ehefrau des Schriftstellers F. Scott Fitzgerald
- Eddie Floyd (* 1937), Soul- und Rhythm-and-Blues-Sänger sowie Liedschreiber des legendären Stax-Labels
- Dixie Bibb Graves (1882–1965), Senatorin des Bundesstaats Alabama
- Dickie Harris (1918–2009), Jazz- und Rhythm-and-Blues-Musiker
- Joseph Lister Hill (1894–1984), Mitglied im Repräsentantenhaus und im Senat der Vereinigten Staaten für den Bundesstaat Alabama
- Sarah Catherine Hook (* 1995), Schauspielerin und Sängerin
- Tarvaris Jackson (1983–2020), American-Football-Spieler
- Howard Johnson (1941–2021), Jazzmusiker
- Percy Lavon Julian (1899–1975), afroamerikanischer Chemiker und Bürgerrechtler
- Eddie Kendricks (1939–1992), Soulsänger und ehemals Leadsänger der Temptations
- Yolanda King (1955–2007), älteste Tochter des ermordeten Bürgerrechtlers Martin Luther King Jr. sowie der Aktivistin Coretta Scott King
- Scott Loftin (1878–1953), Senator des Bundesstaats Florida
- Lee Marrs (* 1945), Comiczeichnerin
- Butler May (1894–1917), Vaudeville-Künstler, Sänger, Songwriter, Pianist und Komiker
- Joe Morris (1922–1958), Jazztrompeter und Bandleader
- Chuck Murphy (1922–2001), Country- und Rockabilly-Musiker
- Sherrill Nielsen (1942–2010), Sänger
- Albert Parsons (1848–1887), Herausgeber der anarchistischen Wochenzeitung Alarm und ein Sprecher der Arbeiterbewegung in Chicago
- Gordon Persons (1902–1965), Politiker und Gouverneur von Alabama
- Wilton Persons (1896–1977), Generalmajor der US Army und Stabschef des Weißen Hauses
- George B. Pickett Jr. (1918–2003), Generalmajor der United States Army
- Johnny Simmons (* 1986), Schauspieler
- Za’Darius Smith (* 1992), American-Football-Spieler
- Bart Starr (1934–2019), American-Football-Spieler und -Trainer
- Katie Stengel (* 1992), Fußballspielerin
- Big Mama Thornton (1926–1984), Bluessängerin
- Kathryn C. Thornton (* 1952), Astronautin
- Marzette Watts (1938–1998), Jazzmusiker
- Jett Williams (* 1953), Country-Sängerin
- Nelson Williams (1917–1973), Jazzmusiker

## Klimatabelle
|                       | Jan   | Feb   | Mär   | Apr   | Mai  | Jun  | Jul   | Aug  | Sep   | Okt  | Nov   | Dez   |   |         |
| Mittl. Tagesmax. (°C) | 13,5  | 16,0  | 20,3  | 24,7  | 28,3 | 31,9 | 32,8  | 32,4 | 30,6  | 25,7 | 20,4  | 15,7  | ⌀ | 24,4    |
| Mittl. Tagesmin. (°C) | 2,1   | 3,8   | 7,6   | 11,6  | 16,0 | 19,9 | 21,9  | 21,6 | 18,9  | 11,8 | 7,0   | 3,7   | ⌀ | 12,2    |
|                       |       |       |       |       |      |      |       |      |       |      |       |       |   |         |
| Niederschlag (mm)     | 118,9 | 139,2 | 159,0 | 114,0 | 99,6 | 99,1 | 131,8 | 93,7 | 103,9 | 62,2 | 103,6 | 132,1 | Σ | 1.357,1 |
|                       |       |       |       |       |      |      |       |      |       |      |       |       |   |         |
| Regentage (d)         | 9,0   | 7,8   | 8,6   | 6,4   | 6,7  | 7,4  | 10,2  | 7,8  | 6,7   | 4,5  | 6,6   | 8,7   | Σ | 90,4    |

| 2,1 |

| 3,8 |

| 7,6 |

| 11,6 |

| 16,0 |

| 19,9 |

| 21,9 |

| 21,6 |

| 18,9 |

| 11,8 |

| 7,0 |

| 3,7 |

| 2,1 |

| 3,8 |

| 7,6 |

| 11,6 |

| 16,0 |

| 19,9 |

| 21,9 |

| 21,6 |

| 18,9 |

| 11,8 |

| 7,0 |

| 3,7 |